# Гранд-Тауер (Іллінойс)
Гранд-Тауер (англ. Grand Tower) — місто (англ. city) в США, в окрузі Джексон штату Іллінойс. Населення — 479 осіб (2020).

## Географія
Гранд-Тауер розташований за координатами 37°38′30″ пн. ш. 89°30′24″ зх. д. / 37.64167° пн. ш. 89.50667° зх. д. (37.641680, -89.506723).  За даними Бюро перепису населення США в 2010 році місто мало площу 3,24 км², з яких 3,23 км² — суходіл та 0,01 км² — водойми.

## Демографія
Згідно з переписом 2010 року, у місті мешкало 605 осіб у 244 домогосподарствах у складі 156 родин. Густота населення становила 187 осіб/км².  Було 290 помешкань (89/км²).
Расовий склад населення:
| - 98,2 % — білих - 0,3 % — корінних американців - 0,2 % — чорних або афроамериканців |

До двох чи більше рас належало 1,0 %. Частка іспаномовних становила 1,8 % від усіх жителів.
За віковим діапазоном населення розподілялося таким чином: 23,1 % — особи молодші 18 років, 61,5 % — особи у віці 18—64 років, 15,4 % — особи у віці 65 років та старші. Медіана віку мешканця становила 41,0 року. На 100 осіб жіночої статі у місті припадало 98,4 чоловіків;  на 100 жінок у віці від 18 років та старших — 98,7 чоловіків також старших 18 років.
Середній дохід на одне домашнє господарство  становив 35 824 долари США (медіана — 31 250), а середній дохід на одну сім'ю — 44 907 доларів (медіана — 45 417). За межею бідності перебувало 26,2 % осіб, у тому числі 47,1 % дітей у віці до 18 років та 4,8 % осіб у віці 65 років та старших.
Цивільне працевлаштоване населення становило 135 осіб. Основні галузі зайнятості: освіта, охорона здоров'я та соціальна допомога — 41,5 %, транспорт — 11,9 %, роздрібна торгівля — 7,4 %, публічна адміністрація — 7,4 %.